# 旻
旻（みん、生年不明 - 白雉4年（653年）6月）は、飛鳥時代の学僧。

## 出自
中国系の渡来氏族。

## 経歴
推古天皇16年（608年）遣隋使小野妹子に従って、高向玄理・南淵請安らとともに隋へ渡り、24年間にわたり同地で仏教のほか易学を学び、舒明天皇4年（632年）8月に日本に帰国。
その後、蘇我入鹿・藤原鎌足らに「周易」を講じた。舒明天皇9年（637年）に流星が現れた時には天狗の吠え声と主張し、舒明天皇11年（639年）に彗星が現れた時には飢饉を予告するなど、祥瑞思想に詳しかった。
皇極天皇4年（645年）乙巳の変ののちに、高向玄理とともに国博士に任じられ、大化5年（649年）高向玄理と八省百官の制を立案している。翌大化6年（650年）に穴戸（長門）国司草壁醜経から白い雉が献上されると、その祥瑞を説明したことにより、白雉と改元された。のち病を得て、白雉4年（653年）5月に孝徳天皇の見舞いを受けたが、翌月没した。

## 本名に関する諸説
旻という名は縦書きの日文を1文字とみなした誤解であるとも考えられ、本当の名は日文である可能性もある。